# 瓦里歐·馬斯坦德
瓦里歐·馬斯坦德 （義大利語：Valerio Mastandrea，1972年2月14日—) 是意大利电影、舞台和电视演员。他曾2次奪得意大利电影金像奖最佳男主角獎以及一次意大利电影金像奖最佳男配角獎。